# 고속도로 주행 보조
고속도로 주행 보조 시스템(영어: Highway Driving Assist, HDA)란 고속도로에서 차로 유지 보조 및 차간 거리를 유지해주는 시스템이다.

## 상세
고속도로 주행 보조 시스템은 고속도로에서 150km/h 이하의 속도로 주행 중 차로 유지 보조 및 차간 거리를 유지한다. 이 기술을 통해 스마트 크루즈 컨트롤, 차로 이탈방지 보조 시스템, 내비게이션 정보 등을 통합해 2단계 수준의 자율주행을 가능하게 한다.

## 같이 보기
- 차선 유지 보조 시스템
- 차로 이탈방지 보조 시스템
- 차량 자동 항법 장치